# Лехконен, Исмо
И́смо (Ика) Ле́хконен (фин. Ismo Lehkonen; род. 1 февраля 1962, Хельсинки) — финский хоккеист и тренер.

## Биография
Будучи хоккеистом выступал на позиции нападающего. Большую часть своей игровой карьеры Исмо Лехконен провел в клубе «Йокерит», в составе которого становился вице-чемпионом страны. Вызывался в юниорскую сборную Финляндии по хоккею с шайбой.
Свою тренерскую карьеру начинал работой с юношескими и молодежными командами. В 1998/1999 гг. Лехконен входил в тренерский штаб «ХПК». По итогам сезона этот клуб завоевал бронзовые медали. С 1999 по 2004 гг. наставник самостоятельно работал в СМ-Лиге с «ХИФКом» и «Лукко». В 2009—2010 гг. Лехконен возглавлял сборную Эстонии по хоккею с шайбой.
С 2013 по 2016 год специалист работал главным тренером в клубе «ТуТо», который выступал во втором по силе дивизионе Финляндии. 

## Достижения
- Серебряный призёр СМ-Лиги: 1983.

## Семья
Сын Исмо Лехконена Арттури также является хоккеистом. Он вызывался в сборную Финляндии  на этапы Евротура. Брат - Тимо играл с Исмо в "Йокерите". Позднее входил в тренерский штаб национальной сборной страны.